# Glodeni (Mureș)
Glodeni (in ungherese Marossárpatak, in tedesco Scharpendorf) è un comune della Romania di 3808 abitanti, ubicato nel distretto di Mureș, nella regione storica della Transilvania. 
Il comune è formato dall'unione di 5 villaggi: Glodeni, Merișor, Moișa, Păcureni, Păingeni.